# 艾瑞克·麥克里
艾瑞克·麥克里（英語：Erik McCree，1993年12月20日—）為美國男子籃球運動員，場上主打小前鋒與大前鋒位置。

## 職業生涯
2020年10月6日，麥克里加盟丹麥籃球聯賽巴肯熊。
2022年6月17日，B1聯賽滋賀湖星宣布與麥克里達成簽約協議。9月3日，因麥克里狀態不佳，雙方合意終止合約。2022年12月，麥克里加盟菲律賓籃球協會麥諾尼亞熱點，作為該隊打PBA總督盃的外籍球員。打了三場比賽後，他被安東尼奧·赫斯特替換。
2023年9月14日，麥克里於T1聯盟臺北台新戰神成軍記者會上亮相，中文登錄名為「麥卡利」。2024年2月6日，臺北戰神基於整體戰力考量，提前與麥克里終止合約，該賽季共出賽9場繳出場均27.1分、10籃板、2.7助攻的表現。2024年11月21日，麥克里與沙烏地籃球聯賽利雅德勝利簽約。

## 生涯數據

### NBA

#### 例行賽
| 賽季     | 球隊     | GP | GS | MPG | FG%  | 3P%  | FT% | RPG | APG | SPG | BPG | PPG |
| -------- | -------- | -- | -- | --- | ---- | ---- | --- | --- | --- | --- | --- | --- |
| 2017–18  | 猶他爵士 | 4  | 0  | 2.0 | .000 | .000 | –   | .3  | .0  | .3  | .0  | .0  |
| 生涯總計 | 生涯總計 | 4  | 0  | 2.0 | .000 | .000 | –   | .3  | .0  | .3  | .0  | .0  |

### T1聯盟
例行賽
| 賽季    | 球隊     | GP | MPG   | FG%  | 3P%  | FT%  | RPG  | APG | SPG | BPG | PPG  |
| ------- | -------- | -- | ----- | ---- | ---- | ---- | ---- | --- | --- | --- | ---- |
| 2023–24 | 臺北戰神 | 9  | 34:09 | 52.4 | 33.3 | 75.0 | 10.0 | 2.7 | 1.2 | 0.7 | 27.1 |

## 外部連結
- 艾瑞克·麥克里的Instagram帳戶
- 艾瑞克·麥克里在NBA（英语）
- 艾瑞克·麥克里在NBA G聯盟（英语）
- 艾瑞克·麥克里在法國籃球甲級聯賽（法语）
- 艾瑞克·麥克里在義大利籃球聯賽（意大利语）
- 艾瑞克·麥克里在土耳其籃球超級聯賽（英语）
- 艾瑞克·麥克里在Basketball-Reference.com（NBA）（英语）
- 艾瑞克·麥克里在Basketball-Reference.com（NBA G聯盟）（英语）
- 艾瑞克·麥克里在Basketball-Reference.com（國際）（英语）
- 艾瑞克·麥克里在Sports-Reference.com（NCAA）（英语）
- 艾瑞克·麥克里在Eurobasket.com（球員）（英语）
- 艾瑞克·麥克里在RealGM（英语）
- 艾瑞克·麥克里在Proballers（英语）